# (19969) Davidfreedman
(19969) Davidfreedman (1988 PR) – planetoida z grupy pasa głównego asteroid okrążająca Słońce w ciągu 3,62 lat w średniej odległości 2,36 j.a. Odkryta 11 sierpnia 1988 roku.